# Zeppelin (tvrtka)
Zeppelin (Luftschiffbau Zeppelin GmbH) je njemačka tvrtka koju je 1908. godine osnovao grof Ferdinand von Zeppelin. U ranom dijelu 20. stoljeću bila je lider u dizajnu i proizvodnji krutih zračnih brodova. "Luftschiffbau" je njemačka riječ koja znači izgradnja zračni brodova.

## Povijest
Grof von Zeppelin izrađivao je razne prototipove upravljivih krutih cepelna već i prije 1899. U prvih nekoliko godina istraživanja financirao se sam, sredstvima dobivenim od privatnih donacija pa čak i novcem lutrije. Nakon svakog leta cepelina s uspjehom je rastao i javni interes. Godine 1908. tijekom probnog leta srušio se Zeppelin LZ 4 no ovaj neuspjeh je neočekivano izazvao veliku potporu javnosti. Uslijedila je kampanja za donacijama na kojoj je prikupljeno više od 6 milijuna njemačkih maraka koji su korištene i za tvrtku Zeppelin GmbH i za Zeppelinovu zakladu.
U idućih nekoliko desetljeća tvrtka Zeppelin izradila je mnoge cepeline i za civilnu i za vojnu uporabu. Međutim, s porastom nacizma tijekom 1933. pažnja je prebačena na zrakoplove teže od zraka radi njihove vojne nadmoći (iako su se cepelini koristili u velikom broju propagandnih kampanja s velikim uspjehom). Do početka Drugog svjetskog rata potražnja za cepelinima je oslabila. Posljednje aktivne letjelice (LZ 127 i LZ 130) povučen su i rastavljeni početkom rata a njihov aluminij korišten je u izradi vojnih aviona.
Od 1917. do 1940. Zeppelin je radi izgradnje zračnih brodova u Sjedinjenim Američkim Državama surađivao s tvrtkom za izradu guma Goodyear. Kako bi se olakšala suradnja nastala je korporacija Goodyear-Zeppelin. Iako je partnerstvo završilo nakon početka Drugog svjetskog rata, američka tvrtka je i dalje nastavila graditi zračne brodove pod nazivom Goodyear.
Tvrtka Zeppelin zaustavila je proizvodnju 1938. a cepelini su prizemljeni 1940. godine. U jesen 1941. tvrtka je prihvatila ugovore za proizvodnju dijelova V-2 raketa, barutnih spremnika i dijelova za trup aviona. Do 17. kolovoza 1942. saveznici su sumnjali kako zeppelinovi radovi u Friedrichshafenu uključuju i proizvodnju dijelova za V-2 rakete. 25. srpnja 1943. britanski političar Duncan Sandys izjavio je kako fotografije Friedrichshafena prikazuju postrojenja za ispitivanje raketa. Prethodno je, tijekom savezničkog bombardiranja u lipnju 1943. pogođeno i Zeppelinovo V-2 postrojenje nakon čega je proizvodnja premještena u Mittelwerk. 
Tvrtka je nastavila s radom tijekom rata a negdje oko 1945. prestaje se spominjati.
Gotovo 50 godina kasnije tvrtka se ponovno pojavila u Njemačkoj. Na temeljima stare tvrtke Zeppelin je ponovno uspostavljen 1993. godine djelujući kao tvrtka za proizvodnju novog Zeppelin koji je predstavljen 2001. godine.
Godine 2010. tvrtka Zeppelin GmbH i dalje postoji kao većinski dioničar u tvrtki "ZLT Zeppelin Luftschifftechnik GmbH" koja razvija i proizvodi Zeppelin NT.

## Vanjske poveznice
- Operation Bellicose map from Newsweek 1943  Arhivirana inačica izvorne stranice od 13. svibnja 2008. (Wayback Machine)
- The Zeppelin museum in Friedrichshafen
- Zeppelin Luftschifftechnik GmbH  Arhivirana inačica izvorne stranice od 27. rujna 2007. (Wayback Machine) — Originalni tvrtka, sada razvija Zeppelin NT
- US Centennial of Flight Commission — The Zeppelin  Arhivirana inačica izvorne stranice od 1. svibnja 2011. (Wayback Machine)